# Michael Ansley
Michael Ansley (ur. 8 lutego 1967 w Birmingham, Alabama) – amerykański koszykarz występujący na pozycjach skrzydłowego oraz środkowego.

## Przebieg kariery
Michael zaczynał w szkole średniej w jego rodzinnym mieście Birmingham. W sezonie 1988/1989 grał w akademickiej lidze NCAA w drużynie z Alabamy, gdzie zanotował średnią 31,7 punktu na mecz. W 1989 został wybrany z odległym 37 numerem w drugiej rundzie draftu przez Orlando Magic. Na parkietach NBA grał przez 3 sezony w Orlando Magic, Charlotte Hornets oraz w Philadelphia 76ers. W 1992 przeszedł do ligi CBA grać w Birmingham gdzie zaliczył bardzo dobre statystyki 34,9 pkt i 11,1zb na mecz. W następnym sezonie przeniósł się do Europy, by podpisać kontrakt z Unicaja Malaga, gdzie grał przez dwa sezony. W sezonie 1993/94 przeniósł się do izraelskiego Hapoel Gelil Eljon. Jednak w następnym sezonie znowu był zawodnikiem Unicajy, a w roku 1995 doszedł do finału ligi ACB. Notował średnio 17,2pkt i 5,2zb na mecz. Przyszły sezon spędził w innej drużynie ligi hiszpańskiej Caceras, lecz w kwietniu 1997 roku opuścił drużynę z powodów dyscyplinarnych, jednak po ośmiu miesiącach gry wyśrubował średnio 15 punktów oraz 5 zbiórek na mecz. Ansley znowu przeniósł się do Turcji do klubu Darussafaka Istanbul, gdzie przez 3 sezony, zanotował średnio 22 punkty oraz 7 zbiórek w meczu. W 1999 został wybrany do 1 drużyny zagranicznych zawodników ligi tureckiej. W sezonie 2000/2001 przenosi się do hiszpańskiego CB Ourense, gdzie spędza ostatni sezon w ACB, notując 13,2 punktu oraz 6 zbiórek w meczu. W styczniu 2001 roku przestaje być podstawowym skrzydłowym drużyny i przenosi się do PLK, podpisuje kontrakt z Prokomem, gdzie przez 9 meczów zanotował średnio 16 punktów i 7 zbiórek na mecz. Prokom przedłuża kontrakt do przyszłego sezonu, w którym Ansley notuje średnio 13,8 pkt, 5,3 zb., 1,4 as. na mecz. W Pucharze Saporty notuje 2,8 pkt, 5,2 zb., 1,9 as., 1 prz. na mecz. W sezonie 2003/04 grał w Tarnowie i w Wiśle, zajmując 6 miejsce w ówczesnej EBL i będąc jednym z najlepiej punktujących i rzucających zawodników ligi. Właśnie sezon w Wiśle był dla Mike’a najlepszy, zanotował około 23 punktów na mecz oraz 8 zbiórek. Wyśrubował 2 dobre rekordy, 40 punktów oraz 16 zbiórek. W kolejnym sezonie grał w Polonii Gaz Ziemny Warszawa i mimo iż  był najstarszym zawodnikiem DBE to notował średnio 11,3 punktu. Podczas meczu gwiazd 2006/07 był najstarszym uczestnikiem tej imprezy. Latem 2007 przeniósł się do Bank BPS Basket Kwidzyn. Mając 41 lat wziął udział w meczu gwiazd DBE 2007/2008. 23 października 2009 zawodnik podpisał kontrakt z drużyną Sportino Inowrocław. Zawodnik po miesiącu gry odszedł z inowrocławskiego zespołu. W 2012 został ekspertem portalu internetowego 2TAKTY.COM.

## Osiągnięcia
Na podstawie, o ile nie zaznaczono inaczej.
NCAA
- Uczestnik rozgrywek:
  - Sweet Sixteen turnieju NCAA (1986, 1987*)
  - turnieju NCAA (1986, 1987*, 1989)
- Mistrz:
  - turnieju konferencji (1987, 1989)
  - sezonu zasadniczego (1987)

Drużynowe
- Wicemistrz:
  - Hiszpanii (1995)
  - Polski (2002)
- Brązowy medal mistrzostw Polski (2001)
- Zdobywca pucharu Polski (2001)
- Finalista pucharu Hiszpanii (1997)

Indywidualne
- MVP finałów hiszpańskiej ligi ACB (1995)
- Najlepszy zawodnik zagraniczny ligi hiszpańskiej (1995 według Gigantes del Basket)[6]
- Uczestnik meczu gwiazd:
  - PLK (2005, 2007, 2008, 2009)
  - Gwiazdy EBL vs Reprezentacja Polski (2004)
  - hiszpańskiej ligi ACB (1995, 1996)
- Zaliczony do I składu:
  - PLK (2004 przez polskikosz.pl)
  - obcokrajowców PLK (2001)
- Lider[7]:
  - strzelców:
    - PLK (2005 – 23,1 pkt)
    - ligi tureckiej (1998)

  - PLK w średniej zbiórek (2005)
  - play-off PLK w średniej zbiórek (2006)

(*) – NCAA anulowała wyniki zespołu.

## Statystyki podczas występów w NBA
- Sezon 1989/1990 (Orlando Magic): 72 mecze (średnio 8,7 punktu oraz 5 zbiórek w ciągu 17 minut)
- Sezon 1990/1991 (Orlando Magic): 67 meczów (średnio 5,7 punktu oraz 3,8 zbiórki w ciągu 13,1 minuty)
- Sezon 1991/1992 (Philadelphia 76ers oraz Charlotte Hornets): 10 meczów (średnio 2,1 punktu oraz 0,6 zbiórki w ciągu 4,5 minuty)